# Звезда Давида

Звезда Давида

Звезда́ Дави́да, или могендо́вид (ивр. מָגֵן דָּוִד‎ Маге́н Дави́д — «Щит Давида»), — древний символ, эмблема в форме шестиконечной звезды (гексаграммы), в которой два одинаковых равносторонних треугольника (один развёрнут вершиной вверх, другой — вершиной вниз) наложены друг на друга, образуя структуру из шести одинаковых углов, присоединённых к сторонам правильного шестиугольника.
Существуют различные версии происхождения названия символа, от связывающих его с легендой о форме щитов воинов царя Давида до возводящих его к имени лжемессии Давида Алроя или талмудическому обороту, обозначающему Бога Израиля. Другой его вариант известен под именем «Печать царя Соломона».
С XIX века Звезда Давида считается еврейским символом. Звезда Давида изображена на флаге Государства Израиль и является одним из основных его символов. Шестиконечные звёзды также встречаются в символике других государств и населённых пунктов.

## История символа

### В древности
Гексаграмма — древний символ, существовавший в разных культурах. По-видимому, в Индии он появился раньше, чем на Ближнем Востоке (где фигурировал в культе Астарты) и в Европе. В этот период гексаграмма не представляла собой еврейский символ и не имела связи с иудаизмом.
Начиная с бронзового века (конец четвёртого — начало первого тысячелетия до н. э.), гексаграмма, как и пентаграмма, довольно широко использовалась в декоративных и магических целях у многих народов, столь отдалённых друг от друга территориально, как, например, семиты Месопотамии и кельты Британии. На Иберийском полуострове найдены изображения гексаграммы, относящиеся к железному веку до прихода римлян. Пентаграмма использовалась в качестве магического символа значительно чаще, чем гексаграмма. Тем не менее, обе геометрические фигуры встречаются в иллюстрациях средневековых книг, посвящённых алхимии, магии и чародейству.

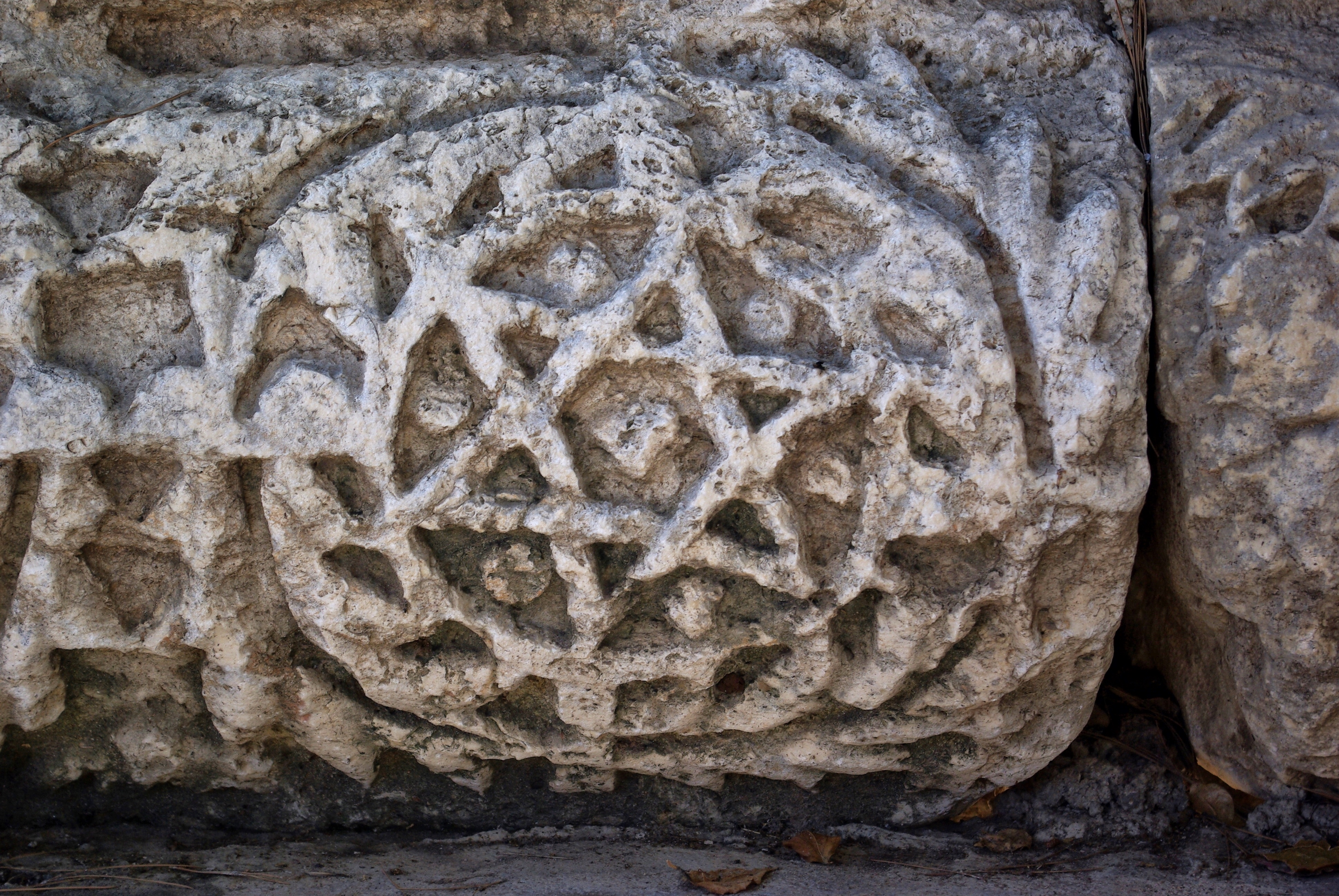
Шестиконечная звезда на камне из синагоги в Капернауме

Наиболее раннее на Ближнем Востоке бесспорное изображение гексаграммы было обнаружено на печати VII века до н. э., принадлежавшей некому Иехошуа бен Асаяху и найденной в Сидоне (хотя есть данные об обнаруженном при раскопках изображении шестиконечной звезды на стене здания эпохи царя Ахава, правившего в IX веке до н. э., это изображение слишком стёртое и неоднозначное и сам факт, что оно представляет собой шестиконечную звезду, оспаривается). Позднее подобными звёздами украшали как домашнюю утварь (в том числе печати и светильники), так и многие древние синагоги, начиная с периода Второго Храма. Например, фриз синагоги в Кфар-Нахуме (Капернауме) (II—III век н. э.) украшен орнаментом, в котором чередуются шестиконечные звёзды и свастики. Гексаграммы украшают пол римской виллы, раскопанной в Эйн-Эяле под Иерусалимом. Таким образом, по-видимому, шестиконечной звезде в этот период на Ближнем Востоке ещё не придавалось какого-либо значения, кроме декоративного. Кроме того, известно, что в эллинистический период этот символ с евреями не ассоциировался. Теории, объявляющие гексаграмму астрологическим символом Сатурна или увязывающие её со священным камнем иерусалимского храма периода, предшествовавшего царствованию Давида, подтверждений не получили.
Задолго до приобретения гексаграммой статуса еврейского символа эту роль выполняла менора — храмовый светильник. Менорой, в противовес кресту, со II века н. э. отмечаются еврейские захоронения в диаспоре и в Палестине, с этого же времени она стала атрибутом оформления синагог. В то же время есть современные теории, связывающие шестиконечную звезду как символ именно с формой подсвечников меноры (см. Истоки звезды как еврейского символа).

### Средние века
В средние века шестиконечная звезда как символ широко использовалась в Старом Свете. Короли Наварры в X и XI веках размещали её на своих печатях. Французские, испанские, датские и германские писцы — как христиане, так и иудеи — также использовали гексаграмму и пентаграмму как элемент печатей. В христианских церквях гексаграмма, иногда со слегка искривлёнными линиями, являлась частым фрагментом орнамента. Её можно увидеть на камне из раннехристианской церкви в Тверии, при входе в Бургосский, Леридский и Валенсийский соборы, на мраморном епископском престоле собора Ананьи. Она встречалась на раннехристианских амулетах и в мусульманских орнаментах под общим названием «печать Соломона».

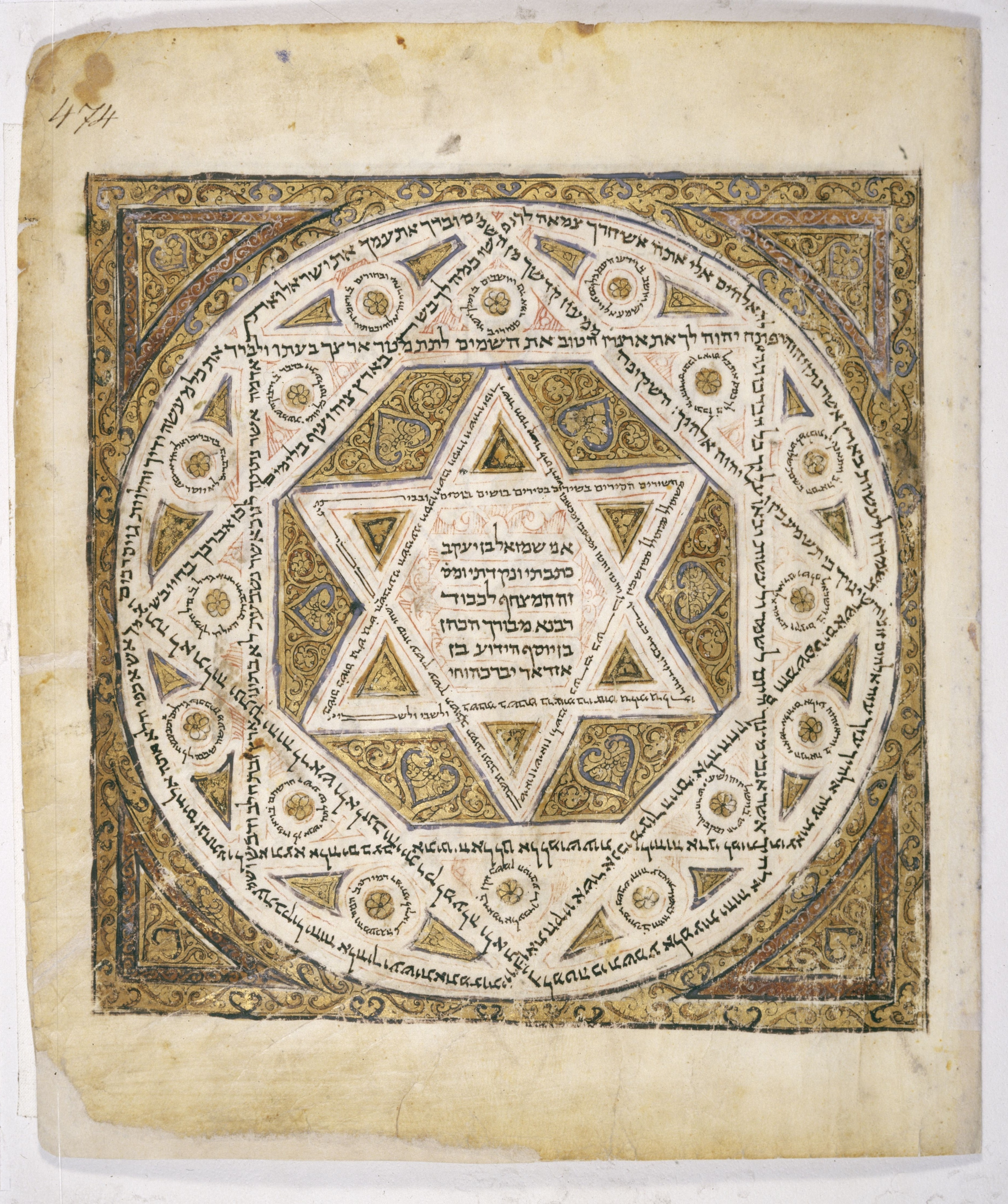
Маген Давид на древнейшей полностью уцелевшей копии масоретского текста Торы, Ленинградский кодекс, 1008 год

Самое раннее упоминание названия «Маген Давид» («щит Давида»), вероятно, восходит к раннему средневековью — эпохе вавилонских гаонов (впервые оно встречается в талмудической литературе как одно из имён Бога). Магический щит царя Давида упоминается в тексте, толкующем магический «алфавит ангела Метатрона». Этот щит описывался как несущий на себе имя Бога, составленное из 72 имён, и имя Иуды Маккавея. К этим именам позже было добавлено имя Тафтафия — как одно из имён Метатрона, и в таком качестве амулет с гексаграммой в дальнейшем фигурирует в средневековых мистических рукописях (примерно с 1500 года имя Тафтафия сменяется именем Шаддай). В Средние века эта версия была популярна среди так называемых Хасидей Ашкеназ. В каббалистической книге «Сефер ха-Гвул» («Книга Предела»), написанной Давидом бен Иехудой — внуком Рамбана — в начале XIV века, дважды встречается упоминание гексаграммы как «щита Давида». В литературе сообщалось, что знак, именуемый «щитом Давида», упоминался также в книге XII века «Эшколь а-Кофэр» караима Иегуды бен Элиягу Хадаси, но профессор Еврейского университета в Иерусалиме Гершом Шолем указывает, что это упоминание было вставлено лишь в издание XIX века. Также в первой половине второго тысячелетия новой эры помимо гексаграммы такое же название носил знак в виде меноры, содержащий текст 67-го (в греческой традиции 66-го) Псалма. Схожая ситуация наблюдается и с названием «печать Соломона», которое в Средние века носили как шестиконечная, так и пятиконечная звезда.
Из этого можно заключить, что в то время Звезда Давида использовалась в качестве мистического знака на амулетах. Однако в средневековых арабских книгах гексаграмма встречается намного чаще, чем в еврейских мистических трудах, и впервые изображения гексаграммы появляются в еврейских священных книгах именно в мусульманских странах, лишь в XIII веке добравшись до Германии. Кроме того, гексаграмма встречается на флагах мусульманских государств Карамана и Кандара.
Существует теория, согласно которой понятие «щит Давида» восходит к имени лжемессии XII века Давида Алроя (Менахема бен Роя). Давид Алрой, который, захватив крепость Амади в Курдистане, по-видимому рассчитывал её использовать как опорный пункт перед походом в Землю Израильскую, был родом из областей, которые ещё находились под властью хазар в XII веке, и, согласно упомянутой теории, именно при нём шестиконечная звезда начала превращаться в еврейский национальный символ.
В XIII—XIV веках Звезда Давида появляется на фронтонах германских синагог (в частности, в Хамельне и Будеёвице) — предположительно как имитация убранства христианских храмов — и на еврейских манускриптах. В ту же эпоху ею начали украшать амулеты и мезузы, а в позднем Средневековье и еврейские тексты по Каббале. Современные источники, однако, трактуют гексаграммы в манускриптах и на зданиях этого периода в основном как элемент орнамента.
Один из наиболее ранних примеров трактовки гексаграммы как сугубо еврейского символа относится к 1354 году, когда император Карл IV (император Священной Римской империи) даровал евреям Праги привилегию иметь собственный флаг. Этот флаг — красное полотнище с изображением шестиконечной звезды — получил название «флаг царя Давида». Маген Давид появился также на официальной печати еврейской общины Праги и стал фактически официальным символом общины на протяжении веков.

### Новое время
Впоследствии гексаграмма использовалась в качестве еврейского типографского знака (в особенности на пражских изданиях XVI века и на книгах, издававшихся в Италии и Нидерландах семейством Фоа) и составной части фамильных гербов. В Чехии того периода можно было встретить шестиконечную звезду как декоративный элемент в синагогах, книгах, на официальных печатях, на религиозной и бытовой утвари. Позднее (XVII—XVIII вв.) гексаграмма вошла в обиход евреев Моравии и Австрии, а затем — Италии и Нидерландов. Несколько позже она распространилась среди общин Восточной Европы. Вплоть до начала XVIII века понятия «щит Давида» и «печать Соломона» несколько веков употреблялись как взаимозаменимые, пока первый термин не закрепился окончательно за шестиконечной, а второй — за пятиконечной звездой.
В кабалистических кругах «щит Давида» трактовался как «щит сына Давида», то есть Мессии, что отразилось в часто вписываемых в символ шестиконечной звезды на амулетах буквах «МБД», обозначающих «Машиах бен Давид» («Мессия, сын Давидов»). Так, последователи лжемессии Шабтая Цви (конец XVII века) видели в нём символ скорого избавления.
Лишь в конце XVIII в. Маген Давид стал изображаться на еврейских надгробиях. Примерно с этого времени закрепляется отношение к нему как к символу еврейства. Уже начиная с 1799 года Маген Давид появляется как специфически еврейский символ в антисемитских карикатурах, а четвертью века позже он включается в герб семейства Ротшильдов (для сравнения, герб первого еврея-дворянина Якоба Бассеви, пожалованный ему императором Священной Римской империи в 1622 году, содержит три пятиконечных звезды).
В XIX веке эмансипированные евреи избрали Звезду Давида в качестве национального символа, как еврейский аналог христианского креста. Именно в этот период шестиконечная звезда была принята практически всеми общинами еврейского мира. Она стала распространённым символом на зданиях синагог и еврейских учреждений, на памятниках и надгробиях, на печатях и бланках документов, на бытовых и религиозных предметах, в том числе и на занавесях, покрывающих шкафы, в которых в синагогах хранятся свитки Торы. В 1897 году на Сионистском конгрессе в Базеле Звезда Давида была утверждена в качестве официального символа сионистского движения. С точки зрения Гершона Шолема, у неё были два весомых достоинства, которые разглядели отцы сионизма: она была широко распространена по всем еврейским общинам и в то же время не являлась древним религиозным символом, олицетворяя еврейский народ, но не еврейскую религию, что было важно для идеологов нового, светского сионизма.

## Еврейский символ

### Истоки звезды как еврейского символа
Исследователь еврейских и иудейских символов Ури Офир цитирует раввина Моше Файнштейна, который в респонсе «Игрот Моше» (раздел Орах Хаим 3:15) указывает, что истоки Звезды Давида как еврейского символа неизвестны.

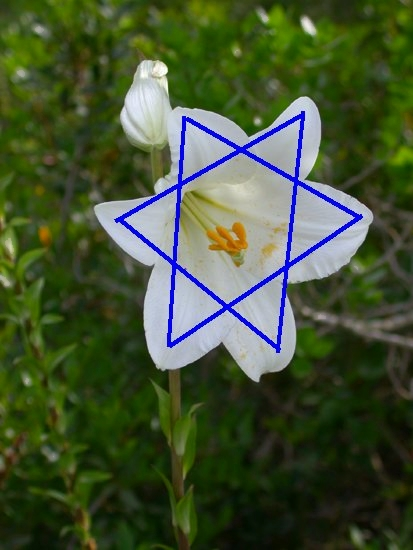
Белая лилия

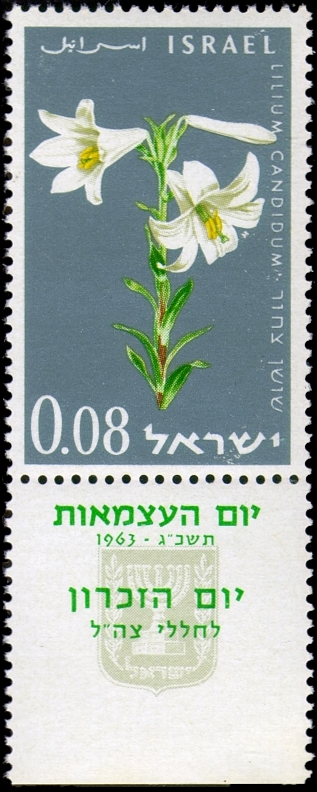
Белая лилия на израильской почтовой марке

Тем не менее сам Офир выдвигает версию, что происхождение Звезды Давида связано с храмовой менорой. Под каждым из её семи светильников располагался цветок: «И сделай светильник из золота чистого; чеканный да сделан будет светильник; бедро его и стебель его, чашечки его, завязи его и цветы его должны быть из него» (Исх. 25:31). Ури Офир считает, что это был цветок белой лилии, который по форме напоминает Маген Давид. В поддержку этой теории он приводит древний перевод Библии Онкелоса на арамейский язык, где слово פרח (цветок) переведено как «лилия». Офир ссылается на раввина Авраама ибн Эзру (1093—1167), который в комментарии к Песни песней пишет, что в этом произведении ароматная лилия с её шестью лепестками (лилия, ивр. שושן‎, на иврите имеет тот же корень, что и число 6 — ивр. שש‎) символизирует еврейский народ:

Я — нарцисс Шарона, лилия долин! Как между тернами лилия, так подруга моя между дев.
— Песн. 2:1—2
Профессор Иехуда Феликс в книге «Природа и Земля Израильская в Библии» отождествляет библейскую лилию с белой лилией (Lilium candidum) — единственным видом лилий, произрастающим в этих местах в диком виде. Лепестки белой лилии, как показывает Офир, симметрично расположены и в раскрытом виде образуют правильную шестиконечную звезду, в настоящее время известную как Звезда Давида. Светильник располагался в центре цветка, таким образом, что священник зажигал огонь как бы в центре шестиконечной звезды. Офир приводит также и другое доказательство своей правоты. В Третьей книге Царств рассказывается о том, как царь Соломон приказал поставить по обе стороны от входа в Храм две огромных медных колонны, высотой около 9 метров. Эти колонны назывались Яхин и Боаз. В верхней их части был венец диаметром около двух метров в виде лилии: «А в притворе венцы на верху столбов сделаны [наподобие лилии]... И поставил столбы к притвору храма; поставил столб на правой стороне и дал ему имя Иахин, и поставил столб на левой стороне и дал ему имя Воаз. И над столбами поставил [венцы], сделанные [наподобие] лилии...» (3Цар. 7:19—22). Офир связывает это упоминание с версией о том, что и на меноре чашечки имели форму лилий, ссылаясь на текст Маймонида (Законы Храма, 3:3): «цветы [на меноре] такие же, как цветы на колоннах».
Менора находилась в Скинии, во время скитания евреев по пустыне, а затем и в Иерусалимском Храме, вплоть до разрушения Второго Храма. Таким образом, по мнению Офира, следует рассматривать Звезду Давида наряду с менорой как один из древнейших и наиболее важных еврейских символов.
Помимо версии, связывающей Звезду Давида с менорой, Офир приводит также версии, связывающие современное название символа непосредственно с царём Давидом. По этой версии Давид использовал шестиконечную звезду как свой личный символ, поскольку в его имени было две буквы «далет», в то время записывавшихся в виде треугольника. Таким образом, два наложенных треугольника, образующих шестиконечную звезду, могли служить ему своеобразной монограммой. Эта версия изложена, в частности, в книге Бецалеля Дойча «Маасе Бецалель». В то же время, согласно некоторым источникам, личная печать Давида содержала изображение не звезды, а пастушеского посоха и сумы.
Согласно легенде, Маген Давид был изображён на щитах воинов царя Давида. По другой версии, щиты были сделаны из кожи и укреплялись полосами металла в форме перекрещивающихся треугольников. Согласно третьей версии, сами щиты были шестиугольными. Ведущий сайт в области еврейской традиции Aish.com предлагает более позднюю датировку, согласно которой креплениями в виде шестиконечной звезды были впервые снабжены щиты еврейских воинов во время восстания Бар-Кохбы.

### Примеры использования как еврейского символа
- Семейство Ротшильдов, получив дворянский титул, включило Маген Давид в свой фамильный герб в 1822 году[7].
- Немецкий поэт еврейского происхождения Генрих Гейне с 1840 года ставил гексаграмму вместо подписи под своими статьями в немецкой газете «Аугсбургер альгемайне цайтунг»[7].

Флаг сионистского движения и Израиля

- В 1879 году в Российской империи властями был созван большой симпозиум раввинов в Санкт-Петербурге, где им были заданы семь вопросов об основах иудаизма. Один из вопросов был о значении Маген Давида.
- В 1897 году Первый сионистский конгресс принял проект флага сионистского движения, в центре которого располагался голубой Маген Давид и который известен сегодня в качестве флага Государства Израиль. Теодор Герцль, возглавлявший сионистское движение, предложил в своей книге «Еврейское государство» иной вариант: белый флаг, в центре которого семь золотых звёзд, однако его предложение не было принято[20]. В том же году шестиконечная звезда украсила и обложку первого номера журнала «Ди Вельт», издаваемого Герцлем[7].
- Боксёр-тяжеловес Макс Бэр, выступавший на ринге в 1930-е годы, имел еврейские корни (не будучи иудеем по вероисповеданию), и вышел на ринг со Звездой Давида на трусах, когда боксировал с немцем Максом Шмелингом[21].

Жёлтая звезда Давида

- Немалая «заслуга» в том, чтобы навсегда связать шестиконечную звезду с евреями, принадлежит нацистам. Во многих городах и странах Европы нацистские власти выбирали жёлтый Маген Давид в качестве отличительного знака еврея. Эта эмблема отделяла евреев от местного населения и служила в их глазах унизительным клеймом. Кроме того, звезда Давида использовалась в качестве опознавательного знака определённых категорий узников нацистских концлагерей, при этом часто (но не всегда) один из двух образующих её треугольников делался иного цвета в зависимости от категории заключенного, например, у «политических» — красный, у уголовников — зелёный, у так называемых «асоциальных элементов» — чёрный. Заключённые других национальностей и вероисповеданий «маркировались» одним цветным треугольником[22].
- В то же время, в США и Великобритании видели в Маген Давиде иудейский символ, аналогичный христианскому кресту, и по этой причине изображали Маген Давид на могилах еврейских солдат, погибших в рядах армий союзников, подобно тому, как отмечают крестом могилы христиан[23]. На этом же настаивали и военные раввины[24]. Жёлтая Звезда Давида на фоне двух голубых полос с белой полосой посередине служила эмблемой Еврейской бригады, которая была частью британской армии во время Второй мировой войны. Возможно, авторы этого символа тем самым хотели превратить жёлтую звезду нацистов в предмет гордости[источник не указан 460 дней].
- После создания Государства Израиль было решено взять флаг сионистского движения, в центре которого изображён голубой Маген Давид, в качестве государственного флага. Обсуждались и другие варианты, среди прочих, включить во флаг семь золотых звёзд Герцля, однако комиссия, которая обсуждала этот вопрос, подчёркивала, что золотые звёзды, при этом, должны быть шестиконечными; предлагалось, помимо этого, включить в дизайн флага менору и скрижали Завета. Временное правительство Израиля приняло решение комиссии герба и флага и утвердило его 28 октября 1948 года. В то же время в качестве герба была выбрана более аутентичная и древняя еврейская эмблема — менора, образ храмового светильника[25]. Некоторые израильские арабы, включая депутатов кнессета, утверждают, что они не могут чувствовать солидарность по отношению к государственному флагу, поскольку его составляют лишь еврейские символы,[26][27][28] однако их оппоненты указывают на долгую историю использования Звезды Давида в мусульманской культуре[28].

- В 1930 году в Тель-Авиве была создана еврейская организация скорой медицинской помощи — Маген Давид Адом. Название организации и её эмблема — шестиконечная звезда красного цвета на белом фоне — были унаследованы израильским обществом по оказанию неотложной медицинской помощи (аналогично названиям и эмблемам обществ Красного Креста и Красного Полумесяца)[29]. В 1950 году Маген Давид Адом был официально признан Государством Израиль. Однако международного признания он не получил, поскольку Международный комитет Красного Креста и Красного Полумесяца с 1949 года отказывался признать Маген Давид в качестве ещё одного символа международной организации. Несмотря на то, что Женевской конвенцией 1929 года за Персией и Египтом закреплялось право на собственную, отличную от международной, эмблему (соответственно, Красный Лев и Солнце), та же конвенция оговаривала, что никакие новые эмблемы приниматься не будут[30]. В конце 2005 года, в результате усилий израильских дипломатов и представителей Американского Красного Креста, Международный комитет Красного Креста предложил проект третьего, «религиозно нейтрального» символа — красного ромба («Красный Кристалл»). Было принято решение о том, что страна, не желающая использовать крест или полумесяц, сможет использовать ромб или местную эмблему, заключённую в красный ромб. Тем самым, Международный комитет Красного Креста выразил согласие принять в свои ряды израильскую организацию, однако обусловил это тем, что эмблема красного Маген Давида останется в употреблении лишь на территории Израиля, в то время как за её пределами она будет заключена в красный ромб. Маген Давид Адом стал членом Международного комитета Красного Креста и Красного Полумесяца в июне 2006 года[29][31].
- Эмблема Армии обороны Израиля (автор Отте Валлиш) также основана на Звезде Давида[32].

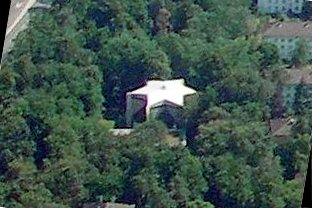
Синагога в Карлсруэ в форме Маген Давида с высоты птичьего полёта

## Трактовки значения
Существуют многочисленные трактовки символического значения Звезды Давида, как традиционные, так и относительно новые, в том числе предложенные уже в XX веке.
Два начала
- Гексаграмма трактуется как соединение и сочетание двух начал: мужского (треугольник с «широкими плечами», направленный вершиной вниз) и женского (треугольник, направленный вершиной вверх)[5].
- Маген Давид также трактуется как сочетание небесного начала (макрокосма), которое стремится к земле, и земного начала (микрокосма), стремящегося к небесам[5].

Четыре
- В древности считалось, что Маген Давид олицетворяет все четыре первоосновы: треугольник, обращённый вверх, символизирует огонь и воздух, в то время как другой треугольник, обращённый вниз, символизирует воду и землю[5]. По другой версии, верхний угол треугольника, обращённого вверх, символизирует огонь, два других (левый и правый) — воду и воздух. Углы другого треугольника, обращённого одним из углов вниз, соответственно: милость, мир (покой) и благодать.
- По другой трактовке  шестиконечная Звезда Давида символизирует Божественное управление всем миром: землёй, небом и четырьмя сторонами света — севером, югом, востоком и западом[5][19].

Шесть и модель мироздания
- Согласно трактовке раввина Элиягу Эссаса, этот знак символизирует 6 дней творения и отражает модель мироздания. Два треугольника — две направленности. Треугольник, направленный остриём вверх: верхняя точка указывает на Всевышнего и что Он — един. Далее расхождение этой точки влево и вправо указывает на появившиеся в процессе создания противоположности — Добро и Зло. Острие второго треугольника звезды Давида направлено вниз. От двух удаленных друг от друга вершин линии сходятся к одной — нижней, третьей. Эссас рассматривает второй треугольник как символ цели существования человека в объединении идей «правой» и «левой» сторон сотворённого мира[33].
- Шесть концов звезды — которой по традиции украшают сукку, особый шалаш, в котором евреи живут в дни праздника Суккот, — соответствуют шести «высоким гостям» (ушпизин), посещающим еврейскую сукку в первые шесть дней праздника Суккот: Аврааму, Исааку, Иакову, Моисею, Аарону и Иосифу. Объединяет же их всех седьмой «гость» — сам царь Давид[источник не указан 460 дней].

Семь
- Согласно каббале, Маген Давид отражает семь нижних сфирот. Каждый из шести треугольников и шестиконечный центр символизируют одну из сфирот: треугольники, начиная с верхнего, по часовой стрелке, символизируют сфирот Тиферет, Хесед, Нецах, Малхут, Ход и Гвура, а центр — Йесод[34].

Двенадцать
- Маген Давид имеет 12 рёбер, что соответствует 12 коленам Израиля. По легенде, в годы скитаний в пустыне шатры колен Израилевых разбивались таким образом, что, соединяясь по три, образовывали шестиконечную звезду вокруг Скинии — духовного центра. Таким образом, Звезда Давида рассматривается как символ единства еврейского народа[35].

Другое
- Немецко-еврейский философ Франц Розенцвейг в своём главном философском труде «Звезда спасения» (1921) предложил трактовку Маген Давида как символического выражения отношений между Богом, человеком и мирозданием[7]. Треугольник, лежащий в основании, по его мнению, олицетворяет три основных предмета, рассматриваемых философией: Бог, Человек и Мироздание. Второй треугольник, направленный вершиной вниз, олицетворяет связи между этими элементами — Творение, Откровение и Спасение. Наложение этих треугольников друг на друга и образует «Звезду спасения»[36].

## Примеры современных изображений

### В государственной символике
- Флаг Израиля.
- Государственные символы США, например, Большая печать США (в её первой версии)[37], содержат шестиконечную звезду в разных модификациях.
- Гербы немецких городов: шестиконечные и шестилучевые звёзды включены в гербы городов Шер, Гамбург и Гербштедт (последняя представляет собой классическую Звезду Давида)[38].
- Гербы украинских городов — Полтавы, Тернополя, Конотопа[39] и Энергодара.
- Герб португальского города Ковильян.
- Герб российского города Коломны.
- Герб Хорватии: шестиконечные звезды на двух из пяти зубцов короны, символизирующих части королевства (в прошлом), собственно Хорватию и хорватскую Далмацию.
- Флаг Бурунди: три шестиконечные звезды олицетворяют национальный девиз: «Единство. Работа. Прогресс»[40].
- Колониальный флаг Нигерии (1914—1960 гг).
- Две шестиконечных звезды располагались в нижней части герба Итальянского Сомали.
- Неофициальный флаг Северной Ирландии, а также флаг североирландских сепаратистов, включают в себя красную руку на фоне шестиконечной звезды[41], символизирующей, по одному из толкований, шесть графств Ольстера[42] (на флаге британского губернатора Северной Ирландии это элемент геральдического щита, на «Ольстерском знамени» — самостоятельный центральный символ).
- В гербах финских общин и городов: общин Муонио, Пелло, Соданкюля в провинции Лаппи, общины Лапинлахти в провинции Северное Саво, общины Хямеэнкюрё в провинции Пирканмаа, общины Каннус в провинции Центральная Остроботния, общин Сауво и Коски в провинции Варсинайс-Суоми, общины Карьялохья в провинции Уусимаа, общины Хаусъярви в провинции Канта-Хяме, а также на гербе самой этой провинции. Кроме того, шестиконечная звезда присутствует на гербе города Ханко (Гангута).
- В Эстонии на гербе волости Хааслава уезда Тартумаа, а также на гербе самого этого уезда. На гербе волости Авинурме уезда Ида-Вирумаа, а также на гербе города Раквере (Везенберга)
- В Швеции на гербе коммун Роннебю лёна Блекинге, Брекке лёна Емтланд, Кальмар одноимённого лёна, Арвидсъяур и Эвертурнео лёна Норрботтен, Валлентуна и Сигтуна лёна Стокгольм, Арбуга лёна Вестманланд, Люсечиль лёна Вестра-Гёталанд, а также на гербе самого лёна. Коммун Эдесхёг и Сёдерчёпинг лёна Эстергётланд и Эребру одноимённого лёна. Кроме того, шестиконечные звезды присутствуют на гербе лёна Вестерботтен и города Сигтуна.
- Герб Краснодара окружён зелёной каймою, на которой изображены 59 золотых шестиконечных звёзд.

### В информатике
- В таблице Unicode символу Звезды Давида соответствует U+2721 (✡).

### Комментарии
1. ↑  др.-евр. [maːˈɣeːn daːˈwiːð], идиш Mogein Dovid‎ [ˈmɔɡeɪn ˈdɔvid]

### На английском языке
- Dr. Asher Eder, «The Star of David»
- G.S. Oegema, Realms of Judaism. «The history of the Shield of David, the birth of a symbol» (Peter Lang, Germany, 1996) ISBN 3-631-30192-8
- Uri Ofir, «The Jewish Origin of the Star of David»
- Gershom Scholem. The curious history of the six-pointed star // Commentary. — 1949. — № 8. — P. 243—251.

### На иврите
- אורי אופיר. מקורו  היהודי של המגן דוד: תמצית מחקר (ивр.). Moreshet.co.il. Дата обращения: 1 октября 2012. Архивировано 17 октября 2012 года.
- אפרים דיינרד, ציון במשפט.
- הדבורה שנת תרמ"ה גיליון 33 וגיליון 40.
- ישראל יפה, האסיף תרמ"ו.
- המליץ תרנ"ח גיליון 11.
- תל תלפיות תרס"א, עמ' 164 ועמ' 183.
- מיכאל קוסטא, חתך הזהב, חותם שלמה ומגן דוד, ספרית פועלים, 1990.
- אורי אופיר, «הסמל»,הוצאת ספר לכל, 2001
- אורי אופיר, «הדגל», הוצאת ספר לכל, 2002
- אליק מישורי, «שורו הביטו וראו», איקונות וסמלים ציוניים בתרבות הישראלית, עם עובד